# علاء نیروز
علاء نیروز (عربی: علاء نيروز؛ زادهٔ ۱۷ ژوئن ۱۹۸۳) بازیکن سابق و مربی فوتبال اهل عراق است.
از باشگاه‌هایی که در آن بازی کرده‌است می‌توان به باشگاه فوتبال نفط البصره، باشگاه ورزشی الطلبه، باشگاه ورزشی النجمه لبنان، باشگاه فوتبال راه‌آهن، باشگاه ورزشی اربیل، باشگاه ورزشی الفتوه، و باشگاه ورزشی المینا اشاره کرد.
وی همچنین در تیم ملی فوتبال عراق بازی کرده‌است.